# Orlando Solar Bears (1994–2001)
Orlando Solar Bears var ett amerikanskt professionellt ishockeylag som spelade i International Hockey League (IHL) mellan 1995 och 2001, när IHL lades ner. De spelade sina hemmamatcher i TD Waterhouse Centre, som hade en publikkapacitet på 15 948 åskådare vid ishockeyarrangemang, i Orlando i Florida. Ägaren till Solar Bears var RDV Sports, som fortfarande äger basketorganisationen Orlando Magic i National Basketball Association (NBA) och den nuvarande upplagan av Orlando Solar Bears som spelar i ECHL. Solar Bears var samarbetspartner med Atlanta Thrashers i NHL under de två sista säsongerna innan laget upplöstes. De vann en Turner Cup, som var trofén till det lag som vann IHL:s slutspel, för säsongen 2000–2001.
Spelare som har spelat för Solar Bears är bland annat Jason Blake, Jason Botterill, Brett Clark, Brian Felsner, Andreas Karlsson, Todd Krygier, Scott Langkow, Norm Maracle, Taylor Matson, Fredrik Oduya, Dan Snyder, Per Svartvadet, Rick Tabaracci och Mike Weaver